# 埃克洛區
埃克洛區（荷蘭語：Arrondissement Eeklo）是比利時弗拉芒大區东佛兰德省的一個区。該區轄有6個市鎮，面積333.83平方公里，2020年1月1日人口為85192人。

## 市鎮
埃克洛區下轄以下市鎮：
- 阿瑟内德（Assenede）
- 埃克洛（Eeklo）
- 卡普赖克（Kaprijke）
- 马尔德海姆（Maldegem）
- 圣劳伦斯（Sint-Laureins）
- 泽尔扎特（Zelzate）